# Placido e Musetto
Placido e Musetto (Placid et Muzo) è una serie di brevi fumetti gag con animali antropomorfi, con i personaggi principali eponimi Placid e Muzo, un orso bruno e una volpe rossa che sono amici intimi ma hanno una relazione conflittuale.

## Storia della serie
La serie è stata creata nel 1946 da José Cabrero Arnal (disegno) e Pierre Olivier (testo), prima di essere rilevata da Jacques Nicolaou poi da Michel Motti negli anni 80. Inizialmente la serie viene pubblicata sul quotidiano Vaillant poi su Pif Gadget, aveva una presenza mensile nelle edizioni del giornale negli anni 80. La collana sarà ancora presente nella nuova versione del quotidiano Pif Gadget pubblicata tra il 2004 e il 2008. Dal 2015 Placido e Musetto sono presenti anche nella rivista Super Pif con due serie: quella disegnata da Netch e sceneggiata da François Corteggiani, e l'altro disegnato da Mircea Arapu e sceneggiato secondo i numeri dallo stesso Arapu, Isabelle Bottier, François Corteggiani o Herlé.
Le storie di Placido e Musetto vengono pubblicate, tradotte, anche in Italia. Si possono trovare nel periodico per ragazzi Noi Ragazzi dal 1948 al 1950 e nel periodico per ragazzi Pioniere tra il 1956 e il 1962

## Periodo Arnal
Il periodo di José Cabrero Arnal, inizia con la prima tavola pubblicata il 16 maggio 1946 su Valliant (intitolata Musetto e Placido!), e fino alla fine degli anni Cinquanta, è l'unico riconosciuto dai primi lettori di Vaillant, sia per la qualità del disegno e dalla bonarietà delle gag. Dall'inizio di questo periodo, la serie ottenne un grande successo. Si distingue come la locomotiva di Vaillant, che appare in copertina dal maggio 1946. I due personaggi compaiono sui bollettini di abbonamento e sugli annunci pubblicitari del giornale, che vende un badge Placid e Musetto.
Placido è quindi più grande di Musetto. È vestito solo con pantaloni rossi sorretti da un'unica bretella bianca che gli sbarra il petto nudo, nero come la sommità della testa. Musetto ha già la sua tuta blu che indossa, anche sul corpo. Nessuno dei due indossa scarpe.
In seguito. sempre nel periodo di Arnal, Placido indossa un gilet e dei pantaloni abbottonati (il gilet è giallo o verde, i pantaloni rossi). In varie occasioni, possono essere vestiti in modo diverso (giacca e pantaloni, cappotto, mackintosh, pantaloncini, costumi di carnevale o teatrali, ecc.)
Le storie di Placido e Musetto furono pubblicate e tradotte, anche in Italia.Possiamo trovare nel periodico per ragazzi Noi Ragazzi dal 1948 al 1950 e nel periodico per ragazzi Pioniere tra il 1956 e il 1962.
Intorno a loro gravitano personaggi antropomorfi dell'aspetto e delle dimensioni più diverse: cani in primis, ma anche capre, cavalli, scimmie, elefanti, ippopotami, rinoceronti, struzzi, ecc. Ognuno di loro può essere una gag visiva a sé stante, come il guidatore di struzzo il cui collo attraversa il tetto dell'auto.
All'inizio della serie compare il bandito Bulldog, un lupo, seguito dal gorilla Grosses Narines. In seguito, si aggiungono il professor Grostalent, un brillante inventore che può anche far viaggiare i due compagni nel tempo (passato o futuro), e il fratello di Musetto, che non ha un nome ma indossa un abito e degli occhiali, ed è il padre dei due gemelli che Musetto chiama semplicemente "i miei nipoti" e che fanno le cose peggiori, soprattutto a spese di Placido.
Tra le loro conoscenze figurano anche diversi zii, anche se li vediamo solo attraverso un ritratto appeso al muro: Cornebif, a cui devastano la casa fingendo di custodirla; K. Rabine, un cacciatore incallito che fa arrivare dall'Africa gli animali più ingombranti; Tom, che augura a Placido buon compleanno con una bomba; Bellemine, un cercatore d'oro che appare con il suo piccone attraverso il pavimento.
A volte Arnal compare addirittura di persona nella tavola per inveire contro i nostri due eroi che non rispettano le cornici dei suoi pannelli.

## I periodi successivi
Le caratteristiche dei periodi successivi sono le seguenti:
- Placido: un corpulento orso nero che indossa un gilet abbottonato e pantaloni nelle prime tavole di Nicolaou. In seguito indossa una polo. È molto avido, persino ingrassato, e anche pigro. Placido di solito interpreta il ruolo del sempliciotto, ma a volte può essere più intelligente di Musetto.
- Musetto: una volpe in tuta da lavoro. Nelle storie successive adotterà anche la polo. Musetto è generalmente più "serio" di Placido ed è autoritario con lui, ad esempio lo obbliga a lavorare o a mettersi a dieta. Si considera intelligente, ma non ha spesso l'ultima parola.
- Riri e Fifi[12]: sono i nipoti di Musetto. A volte appaiono nelle loro avventure. Sembrano lo zio in miniatura. Sono piuttosto intelligenti e pieni di risorse, ma sono regolarmente vittime dei risparmi degli zii.
- Tib: nipote di Placido. Anche un orso, della famiglia dei panda. Tib[13] si distingue per essere un geniale armeggiatore e un intellettuale, sempre con il naso nei libri.
- I genitori di Tib: due panda. Il padre è corpulento come Placido, la madre è esile. Preferirebbero vedere il figlio giocare all'aperto piuttosto che studiare per sempre. Sono apparsi solo in alcuni numeri di Tib Poche.
- Mecton: sembra essere un cane. È un amico di Placido e Musetto. Ha un temperamento amichevole, pigro e piuttosto approfittatore.
- Professor Grostalent: è un inventore con gli occhiali rotondi, a volte con un camice e un cappello storto, che compare occasionalmente nelle avventure di Placido e Musetto, anche se raramente vediamo i frutti delle sue invenzioni. È rappresentato come un cane (un barboncino?) con le basette.
- Pif: è apparso solo in una pagina di Placido e Musetto Pocket.
- Il fratello di Musetto: appare anche in un pannello. Assomiglia a Musetto, ma è più peloso e non indossa vestiti.
- Mr. e Mrs. Everyman: sono personaggi umani che intervengono occasionalmente per dare corpo alle storie.

## Storie
Le storie sono brevi, facili da leggere e adatte a un pubblico giovane. I giochi di parole sono comuni (ad esempio, l'espressione: "Faccio il ponte" può essere usata nel senso di vacanze e costruzione di ponti).
Nella versione tascabile, le avventure di Placido e Musetto erano tematiche: ogni mese, il lettore poteva trovare i suoi eroi in un contesto specifico (postini, riparatori di ogni tipo, veterinari, nello spazio, ecc.).
Quando l'ispirazione gli mancava, Nicolaou scriveva più e più volte la stessa gag in un contesto leggermente alterato.
Quando l'ispirazione veniva meno, Nicolaou scriveva più volte la stessa gag in un contesto leggermente diverso.

## Alternative
- Due autori di fumetti contemporanei usano questi nomi come pseudonimi: Placido[14] e Musetto[15]
- Nella serie animata Fantômette (2000), il cane di Ficelle e Boulotte sembra una replica in miniatura di Placido.
- Nella terza edizione del gioco post-apocalittico Bitume[16], i Cro-Mag, una tribù primitiva che considera Pif Gadget il proprio libro sacro, hanno Placido e Musetto come loro divinità.
- Tra il 1964 e 1993 l'Éditions Vaillant pubblicano il fumetto in una versione tascabile Placid et Muzo poche[17](piccolo formato).